# Frans Wilhelm Odelmark
Frans Wilhelm Odelmark, född 8 februari 1849 i Västervik, Kalmar län, död 20 november 1937 i Stockholm, var en svensk konstnär.
Han studerade vid Konstakademien i Stockholm och sedan i Düsseldorf 1875–1880 och München. Han målade framför allt folklivsskildringar och pittoreska arkitekturmotiv främst med motiv från Europa och Orienten. Han arbetade både i akvarell och olja. Odelmark finns representerad vid bland annat Nationalmuseum i Stockholm, Norrköpings konstmuseum, Vänersborgs museum, Västergötlands museum och Kalmar konstmuseum.

## Galleri

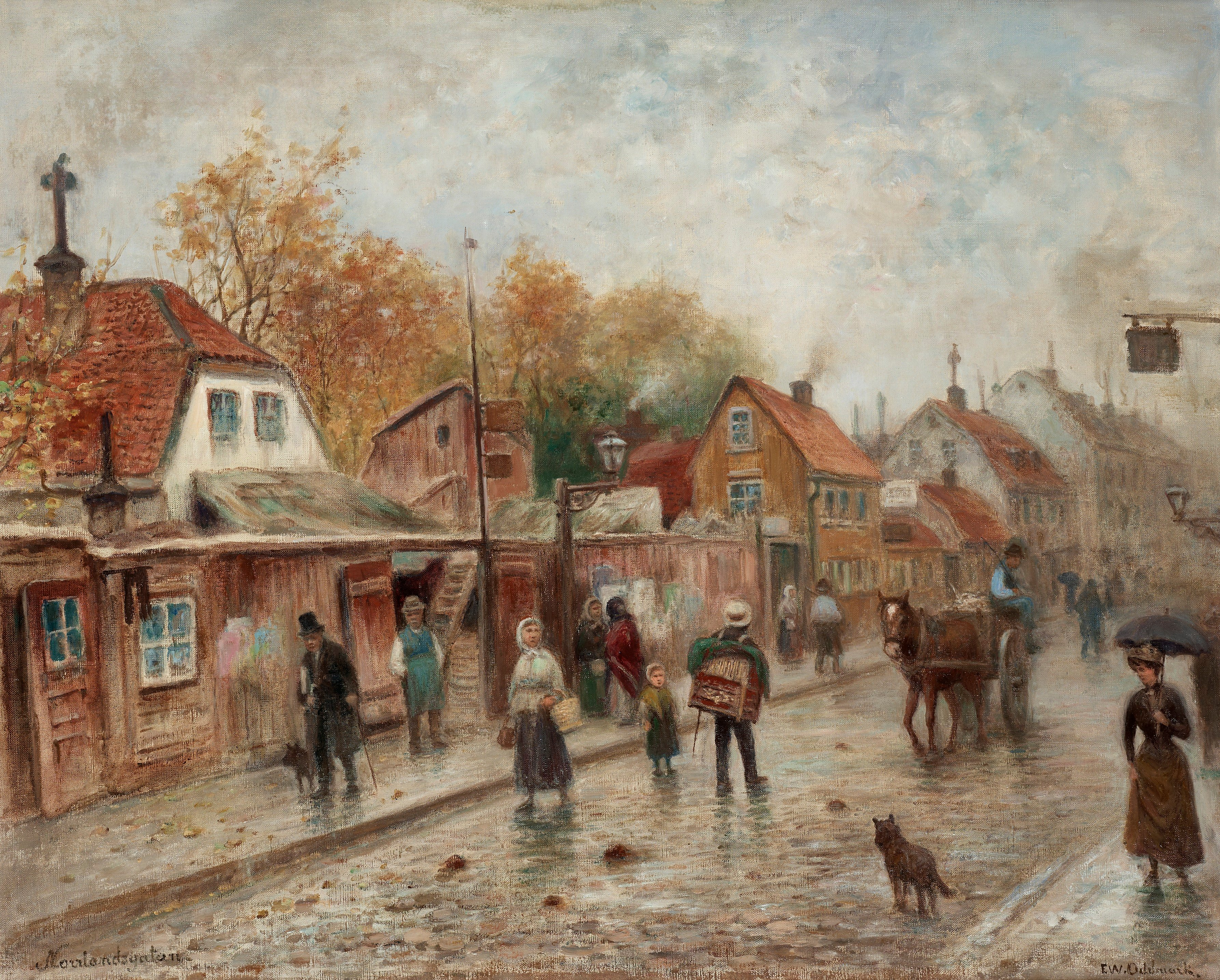
Norrlandsgatan (u. å.)
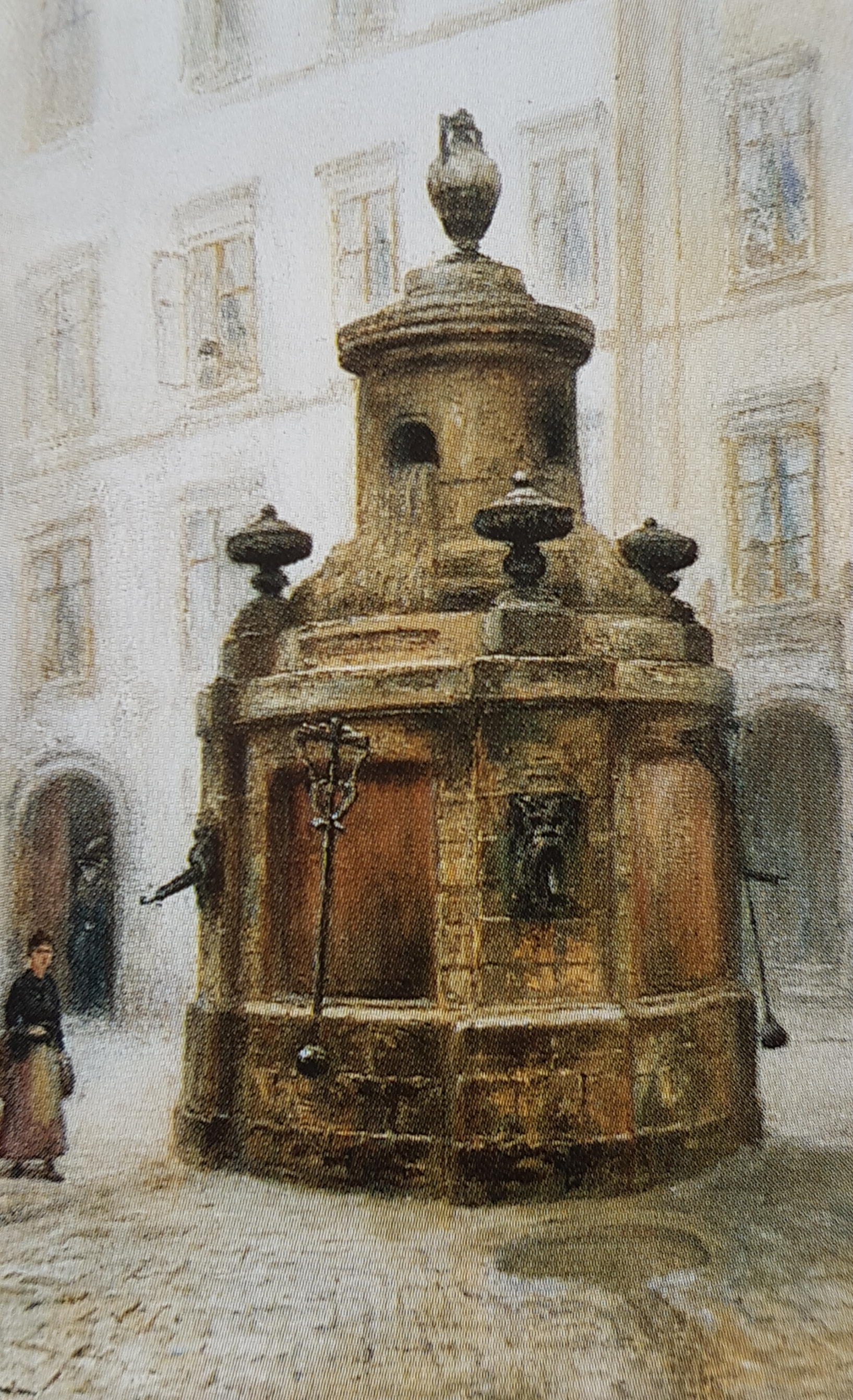
Brunkebergs brunn (c:a 1868)
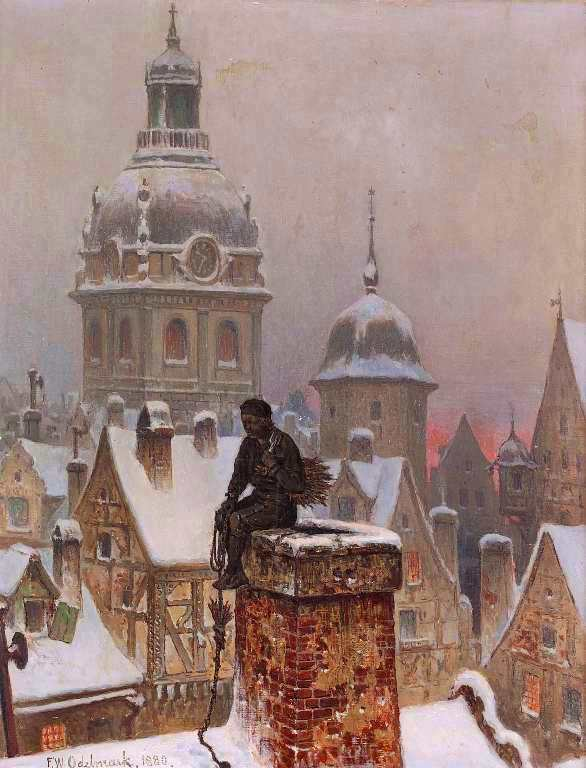
Sotare (1880)
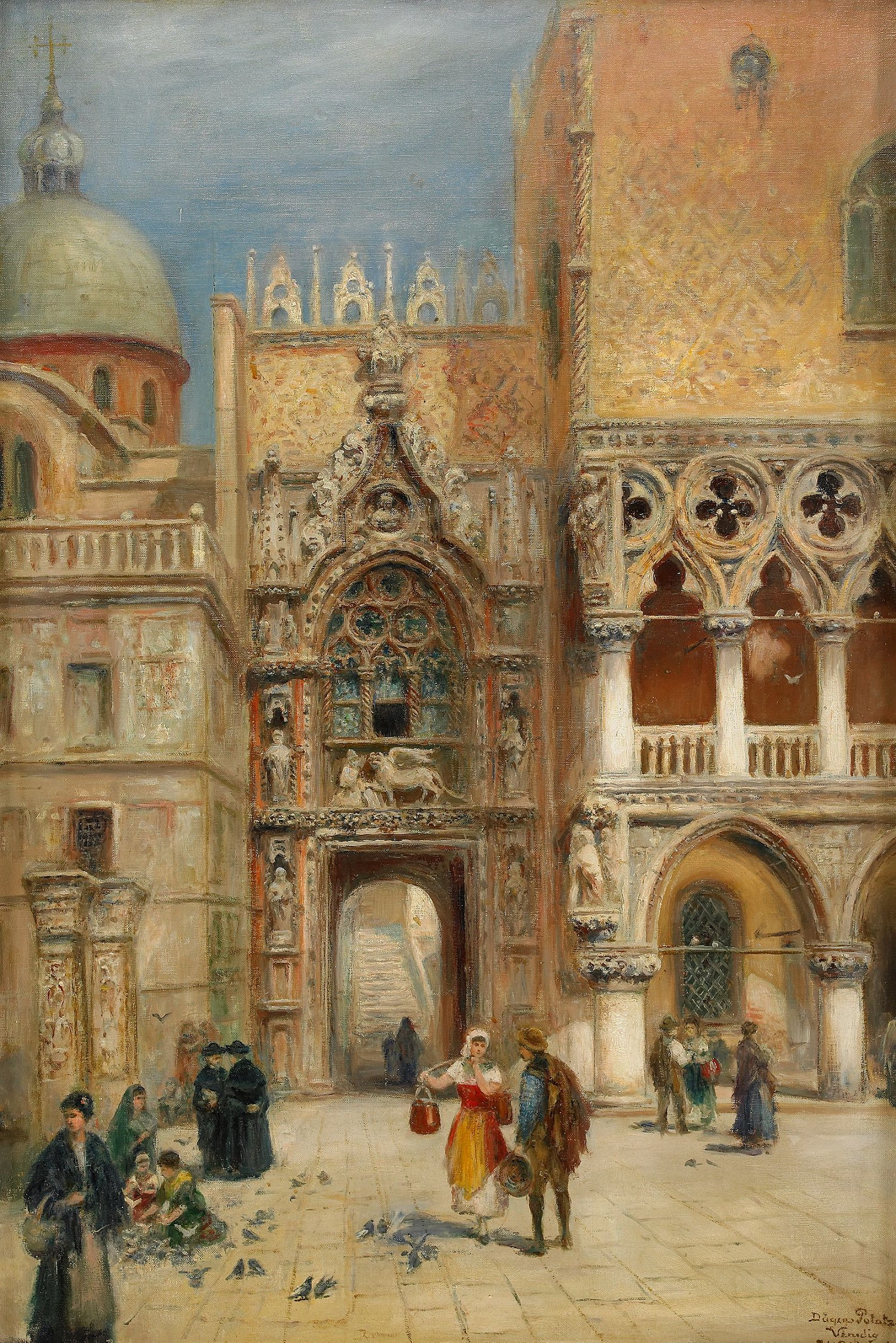
Dogepalatset – Venedig (1900-talet, decennium)
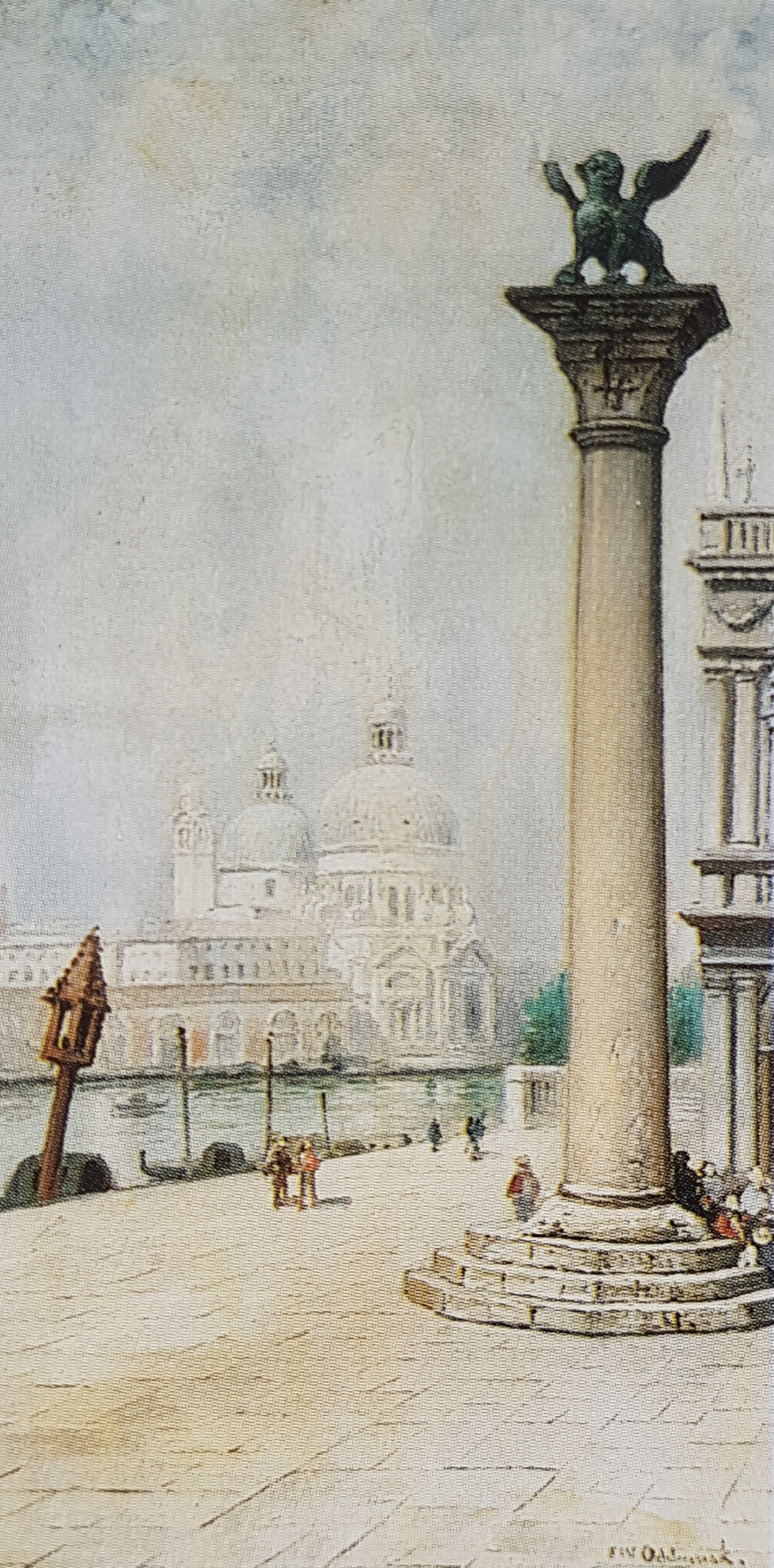
Utsikt mot Santa Maria della salute från Piazzettan i Venedig (u. å.)
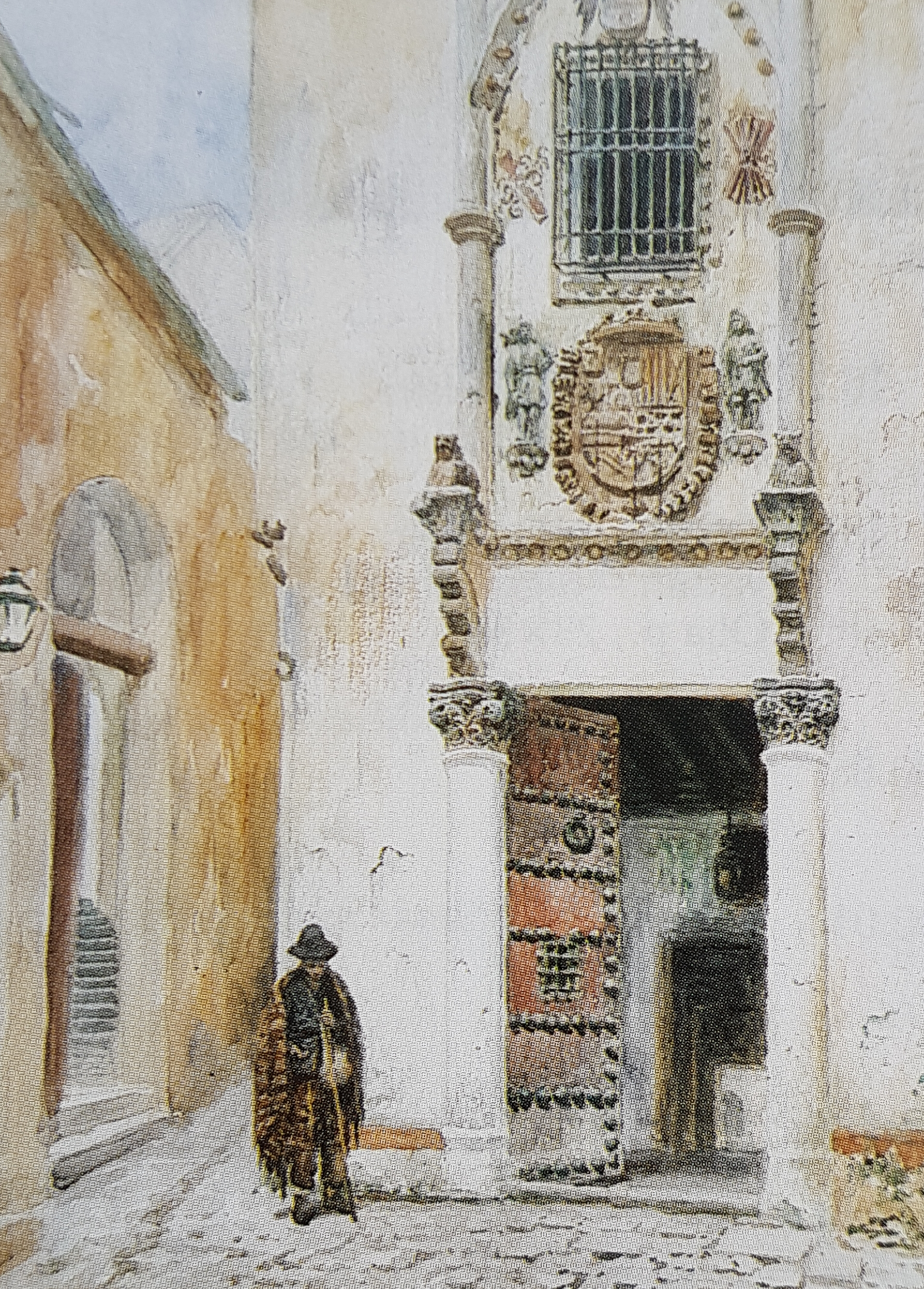
Sydländskt motiv (u. å,)
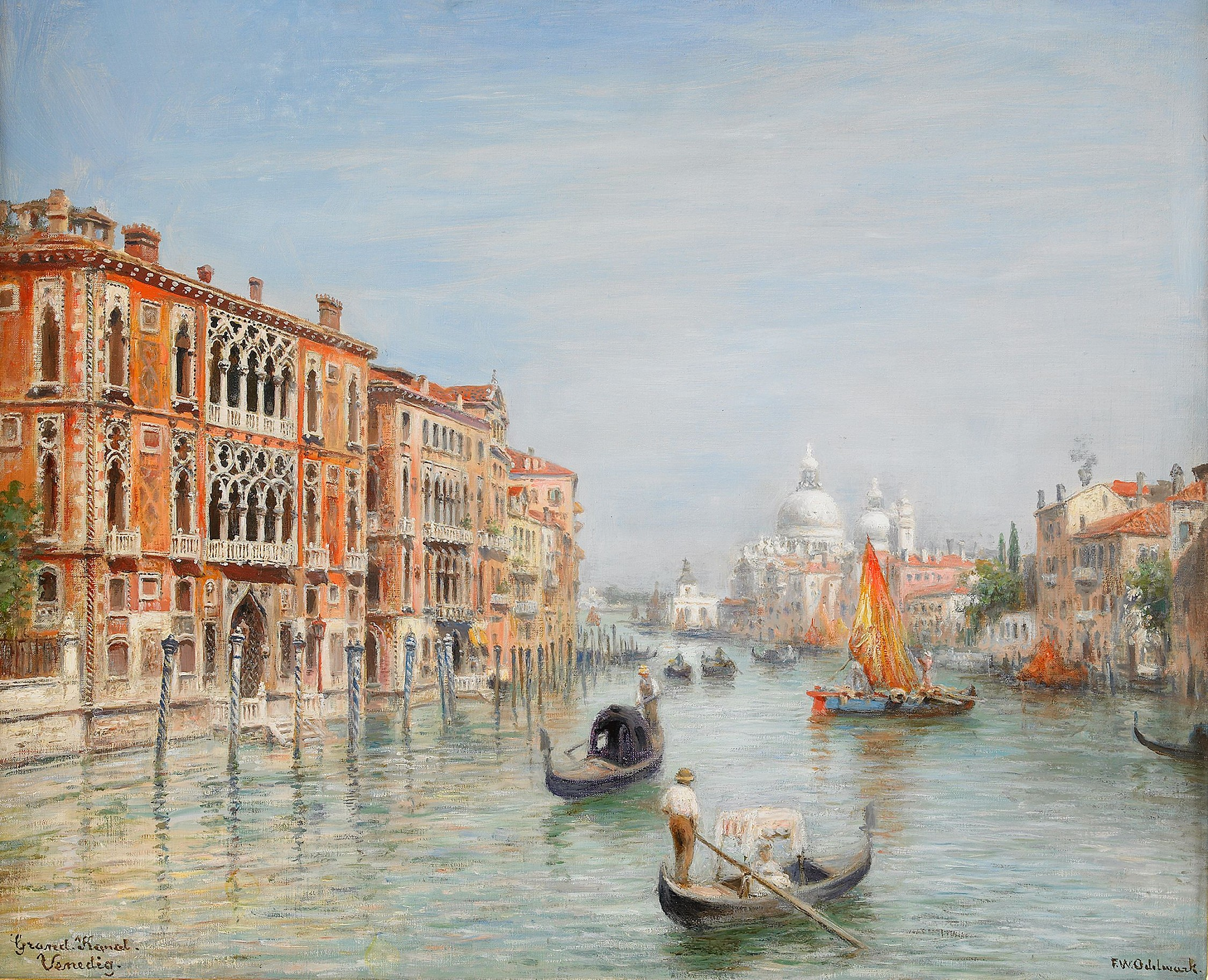
Canale Grande – Venedig (u. å.)